# Cristian de la Campa
Cristian de la Campa (Guadalajara, Jalisco, Mexikó, 1981. november 15. –) mexikói színész.

## Élete és pályafutása
1981. november 15-én született Guadalajarában. 2010-ben elvégezte a Televisa színészképzőjét, a Centro de Educación Artísticát (CEA). 
2011-ben szerepet kapott az Amorcito corazónban. 2012-ben a Telemundóhoz szerződött, ahol Joaquín szerepét játszotta a Relaciones peligrosas című sorozatban. 2013-ban megkapta Alberto Espino szerepét Az örökség című telenovellában. A karrierjét 2010-ben modellként kezdte, több modellversenyen is részt vett. 2010-ben a Victoria's Secret Fashion Show résztvevője volt. Az első szerepét 2011-ben kapta az Amorcito corazón című telenovellában, amelyben Martin Corona szerepében tűnt fel.
Nem sokkal később kapott egy kisebb szerepet az Una familia con suerte című telenovellában. Egy évvel később a Relaciones peligrosas című telenovellában kapta meg Joaquin "Joaco" Rivera szerepét. 2013-ban szerepet kapott a nagy sikerű La Patrona (Az örökség) című telenovellában, amelyben Alberto Espino szerepében láthatták őt a nézők. Ebben együtt játszhatott Aracely Arámbulával és Jorge Luis Pilával.
Ezt követően a szintén nagy sikerű Santa Diabla (A gonosz álarca) című telenovellában kapott szerepet, amelyben Franco García Herrera / Sebastián Blanco / René Alonso szerepében tűnt fel. Ebben olyan színészekkel játszhatott együtt, mint Gaby Espino, Aarón Díaz, Carlos Ponce és Wanda D'Isidoro. 2014-ben szerepelt a Top Chefs Estrellas című televíziós műsorban.
A legújabb telenovella szerepét a Tierra de Reyes című telenovellában kapta, ami a Pasión de Gavilanes című telenovella feldolgozása. Ebben Samuel Gallardo szerepében tűnik fel, mégpedig olyan színészek mellett, mint Aarón Díaz, Gonzalo García Vivanco,  Kimberly Dos Ramos és Sonya Smith.
2015-ben megkapta Torcuato szerepét a Santiago, el apostol című filmben. Ebben együtt játszhatott a Tierra de Reyes-béli kolléganőivel, vagyis Ana Lorena Sánchezzel és Scarlet Gruberrel

## Filmográfia
| Év   | Eredeti Cím           | Cím             | Szerep                                                 | TV stúdió       |
| ---- | --------------------- | --------------- | ------------------------------------------------------ | --------------- |
| 2011 | Amorcito corazón      |                 | Martín Corona                                          | Televisa        |
| 2012 | Relaciones peligrosas |                 | Joaquín 'Joaco' Rivera                                 | Telemundo       |
| 2013 | La Patrona            | Az örökség      | Alberto Espino                                         | Telemundo-Argos |
| 2013 | Santa Diabla          | A gonosz álarca | Franco García Herrera / Sebastián Blanco / René Alonso | Telemundo       |
| 2014 | Tierra de Reyes       |                 | Samuel Gallardo                                        | Telemundo       |
| 2016 | Vino el amor          |                 | Juan Tellez                                            | Televisa        |